# 庫德拉季夫卡

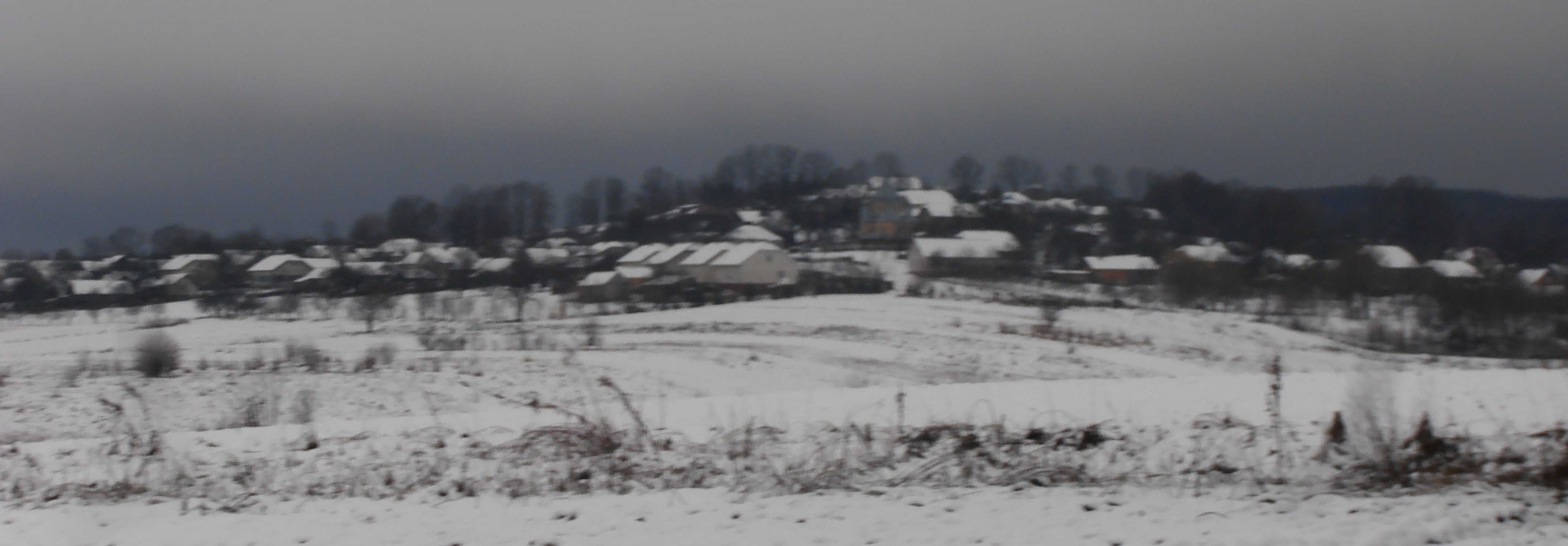

庫德拉季夫卡（烏克蘭語：Кудлатівка），是烏克蘭的村落，位於該國西部伊萬諾-弗蘭科夫斯克州，由卡盧什區負責管轄，始建於1795年，面積3.96平方公里，2001年人口453，人口密度每平方公里114.4人。
49°4′29″N 24°30′10″E / 49.07472°N 24.50278°E